# Andréi Kursánov
Andréi Lvóvich Kursánov (en ruso: Андре́й Льво́вич Курса́нов; 26 de octubrejul./ 8 de noviembre de 1902greg., Moscú – 20 de septiembre de 1999) fue un fisiólogo y bioquímico soviético. Se graduó en la Universidad del Esrtado en Moscú en 1926. Fue nombrado doctor honorario y miembro de honor en varias academias y centros científicos extranjeros, entre ellos la Academia Estadounidense de las Artes y Ciencias en 1962.
Además, fue académico en la Academia rusa de las Ciencias en 1953 y nombrado Héroe de la Unión Soviética en 1969.